# Schlacht von Čegar

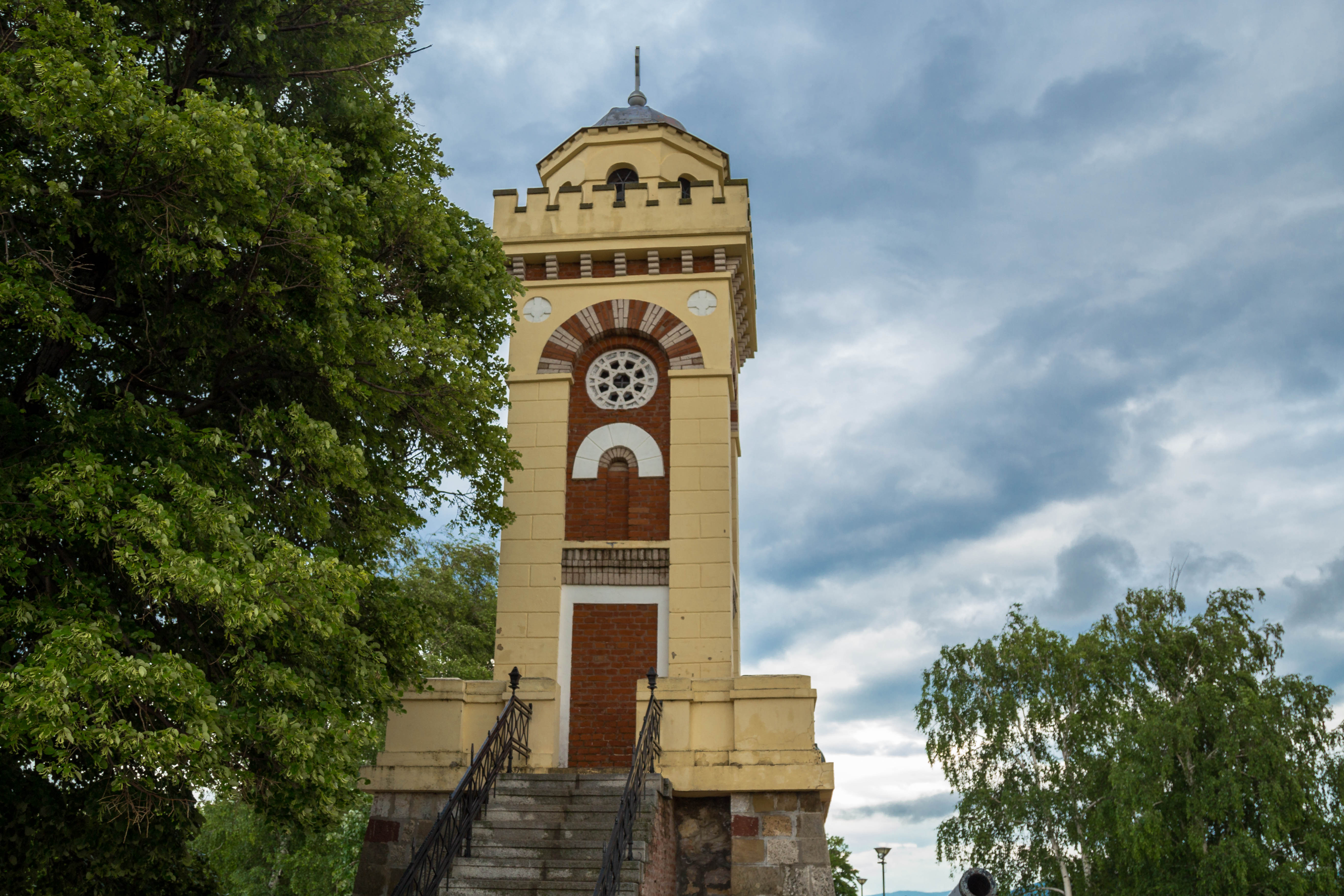
Denkmal

Die Schlacht von Čegar war eine Schlacht zwischen osmanischen Truppen und serbischen Aufständischen, die am 31. Mai 1809 stattfand. Die Kämpfe auf dem Höhenzug Čegar, wenige Kilometer nordöstlich von Niš, waren ausschlaggebend für den Ausgang des Ersten Serbischen Aufstandes (1804–1813).

## Verlauf
Seit Beginn der Verhandlungen zwischen Serben und Osmanen im Rahmen des Ersten Serbischen Aufstands verlangten die Serben immer wieder die Übergabe der Stadt Niš. So hatte auch der von Russland abgesandte Konstantin Rodofinikin bei seiner Rückreise nach Russland 1808 deutlich hervorgehoben, dass Niš an Serbien angeschlossen werden müsse. Dieser Argumentation schloss sich auch die damalige russische Regierung bei den Verhandlungen mit Napoléon Bonaparte und dem Osmanischen Reich 1808 und 1809 an. Karađorđe, serbischer Anführer des Aufstandes, drohte den Osmanen mit weiteren Aufständen, sollte es zu keiner Einigung mit Russland kommen.
Nachdem sich auch im April 1809 keine Veränderung der osmanischen Positionen abgezeichnet hatte, begann die militärische Operation der Serben in Richtung Niš. Oberbefehlshaber war Miloje Petrović mit den Kommandeuren Veljko Petrović und Petar Dobrnjc. Es schlossen sich auch die Wojwoden Ilija Barjaktarević, Pauljo Matejić und Stevan Sinđelić mit ihren Soldaten an, die zusammen eine serbische Armee bildeten. Die Heere trafen sich bei den Nišer Vororten Kamenica, Donji Matejevac und Gornji Matejevac. Im Laufe eines Monats wurde hier eine Basis mit Waffenlagern und Raststätten errichtet. Während dieser langen Vorbereitungszeit sammelten auch die Osmanen ihre Truppen aus den Regionen um Sofia, Edirne, Priština, Leskovac und Vranje. So standen zu Beginn der Schlacht 16.000 serbische Aufständische gegenüber 20.000 osmanischen Soldaten.
Die Schlacht begann am 31. Mai 1809, als die Osmanen ein abgelegenes serbisches und von dem Wojwoden Stevan Sinđelić angeführtes Lager überfielen. Die Schlacht dauerte einen Tag. Die Osmanen griffen wellenweise an. Streitigkeiten zwischen den serbischen Anführern führten zu einer Schwächung der serbischen Truppen. Das bestätigte auch ein damaliger Protokollführer, der es auf den Rand eines kirchlichen Buches schrieb: „Bei Čegar starb die serbische Armee, die Anführer bekämpften sich gegenseitig und verrieten die Armee“. Schließlich schlugen die osmanischen Truppen die Serben vernichtend.

## Ćele Kula
Aus Schädeln von 952 Serben, die in der Schlacht gefallen waren, errichteten die Osmanen als Mahnmal einen Schädelturm Ćele Kula, dessen Reste heute in einer Kapelle östlich des Nišer Stadtzentrums ausgestellt werden.